# Hold Me Closer
Hold Me Closer är en låt framförd av Cornelia Jakobs, som släpptes som singel den 26 februari 2022. Den framfördes i Melodifestivalen 2022 i den första deltävlingen, och gick direkt vidare till final. Låten vann sedan i finalen med 146 poäng och var därmed Sveriges bidrag i Eurovision Song Contest 2022. I Eurovision kom hon på en fjärde plats med 438 poäng.
Låten är skriven av artisten själv, David Zandén och Isa Molin.

## Listplaceringar
| Lista (2022)                | Topp- placering |
| --------------------------- | --------------- |
| Sverige (Sverigetopplistan) | 1               |